# تريسي بيدرسن
تريسي بيدرسن (بالنرويجية: Terese Pedersen‏) مواليد 27 أبريل 1980 في ساندفيورد، هي لاعبة كرة يد نرويجية سابقة لعبت كحارس مرمى. مثلت منتخب النرويج لكرة اليد للسيدات في 82 مباراة. حققت المركز الأول في بطولة أوروبا لكرة اليد للسيدات 2004.

## الميداليات
| الميدالية | المسابقة                            |
| --------- | ----------------------------------- |
| ذهبية     | بطولة أوروبا لكرة اليد للسيدات 2004 |
| ذهبية     | بطولة أوروبا لكرة اليد للسيدات 2006 |
| ذهبية     | بطولة أوروبا لكرة اليد للسيدات 2008 |
| فضية      | بطولة العالم لكرة اليد للسيدات 2007 |
| برونزية   | بطولة العالم لكرة اليد للسيدات 2009 |

## روابط خارجية
- تريسي بيدرسن على موقع الاتحاد الأوروبي لكرة اليد (الإنجليزية)
- تريسي بيدرسن على موقع الاتحاد النرويجي لكرة اليد (النرويجية)